# Coredo
Coredo település Olaszországban, Trento megyében.  Coredo Cortaccia sulla Strada del Vino, Don, Romeno, Sanzeno, Sfruz, Smarano, Taio, Tres és Termeno sulla Strada del Vino községekkel határos.

## Népesség
A település népességének változása: